# Grumsiner Forst
Het Duitse Grumsiner Forst of Natuurreservaat Grumsinerforst-Redernswalde (Duits: Naturschutzgebiet Grumsiner Forst-Redernswalde) is een strikt natuurreservaat gelegen in de kernzone van het Biosfeerreservaat Schorfheide-Chorin, welke gecreëerd werd in 1990. Het gebied heeft een oppervlakte van 8,644 km². Op 25 juni 2011 werd het Grumsiner Forst, samen met vier andere gebieden in Duitsland, toegevoegd aan werelderfgoedinschrijving Oude en voorhistorische beukenbossen van de Karpaten en andere regio's van Europa van UNESCO. In het gebied zijn namelijk zeer oude, onaangeraakte beukenbossen te vinden.

## Algemene informatie
Het Grumsiner Forst is gelegen op een eindmorene binnen het Biosfeerreservaat Schorfheide-Chorin. De hoogten in het gebied variëren tussen de 84 en 139 meter boven zeeniveau. Het terrein werd 70.000 tot 12.000 jaar geleden, gedurende het Weichselien, in zijn huidige vorm geslepen. De gemiddelde hoeveelheid jaarlijkse neerslag van 571 mm, met een maximum van gemiddeld 72 mm in juli. De gemiddelde jaartemperatuur ligt op 8,3°C.

## Flora en fauna
In het gebied zijn vooral verbonden te vinden van veldbies-beukenbossen (Luzulo-Fagetum) met dalkruid (Maianthemum bifolium) en verbonden van parelgras-beukenbossen (Melico-Fagetum) met eenbloemig parelgras (Melica uniflora) en bosgierstgras (Milium effusum). De beuk (Fagus sylvaticus) is dominant, maar in drogere gebieden groeien vaak wintereiken (Quercus petraea), op hellingen vaak haagbeuken (Carpinus betulus) en in natte depressies zwarte elzen (Alnus glutinosa).
In de bossen broeden middelste bonte specht (Dendrocopos medius), kleine bonte specht (Dendrocopos minor), zwarte specht (Dryocopus martius), groene specht (Picus viridis). Ook broeden er zeldzame en bedreigde soorten als schreeuwarend (Clanga pomarina), visarend (Pandion haliaetus) en zwarte ooievaar (Ciconia nigra). Omdat de schreeuwarend in Duitsland en ook in het Biosfeerreservaat Schorfheide-Chorin in aantal achteruit gaat, is er een LIFE+ Project opgezet om de soort te beschermen. Daarom worden er ook in het Grumsiner Forst maatregelen getroffen om de soort te beschermen. Ook is er in de winter van 2008 en het voorjaar van 2009 een wolf (Canis lupus) in het gebied gesignaleerd.

## Galerij

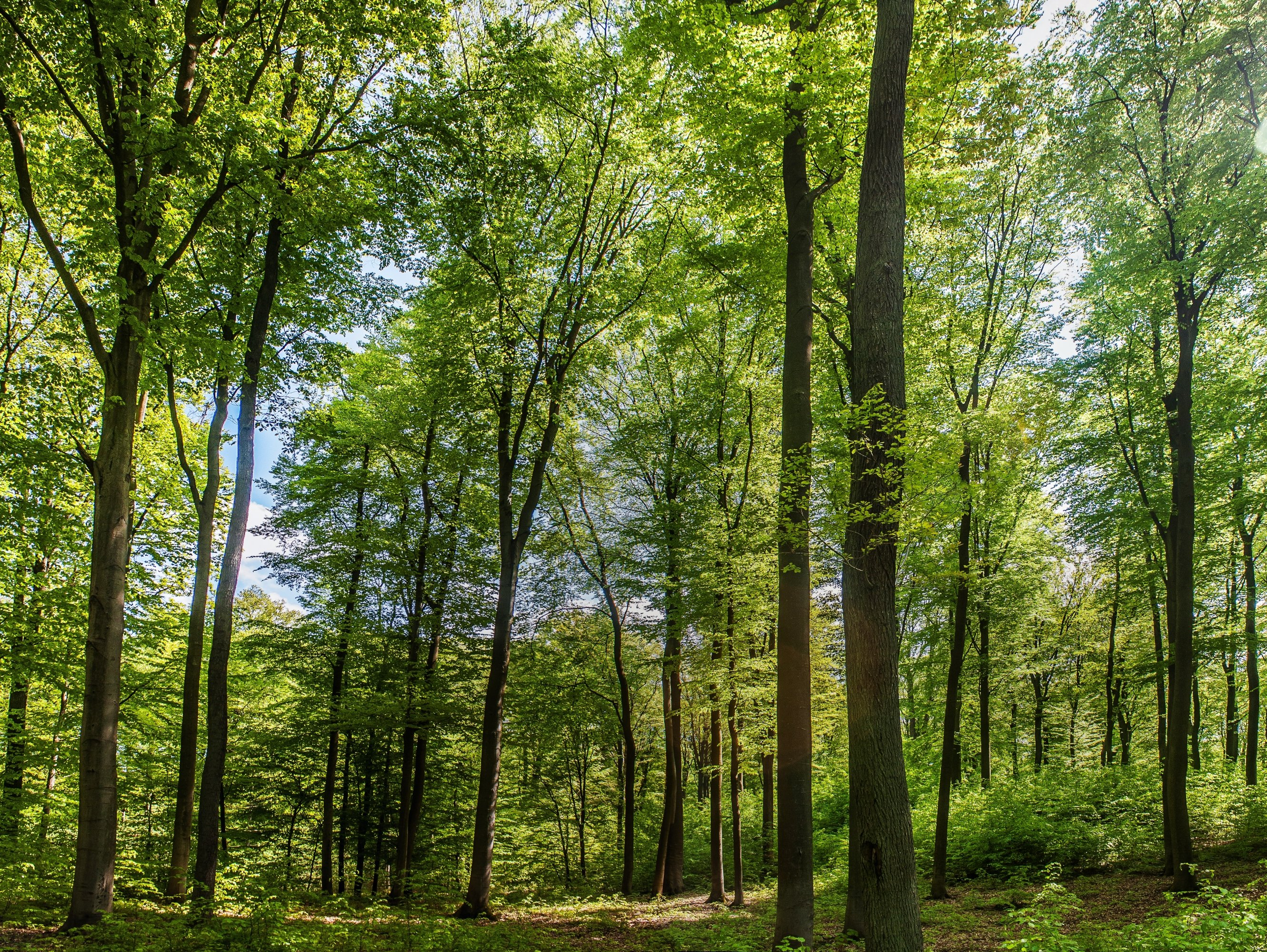
Beukenbossen in het Grumsiner Forst.
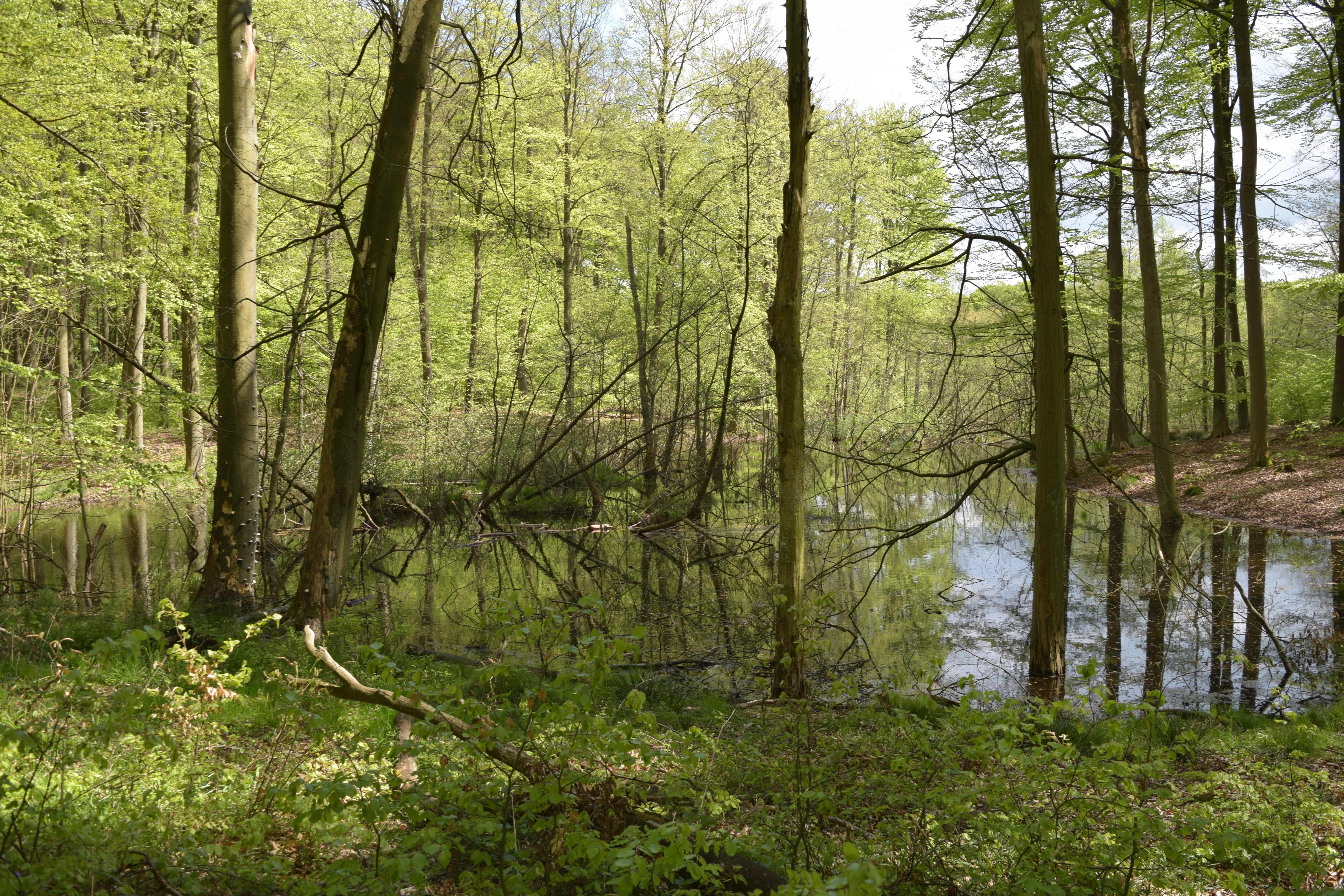
Beukenbos in vochtig terrein.
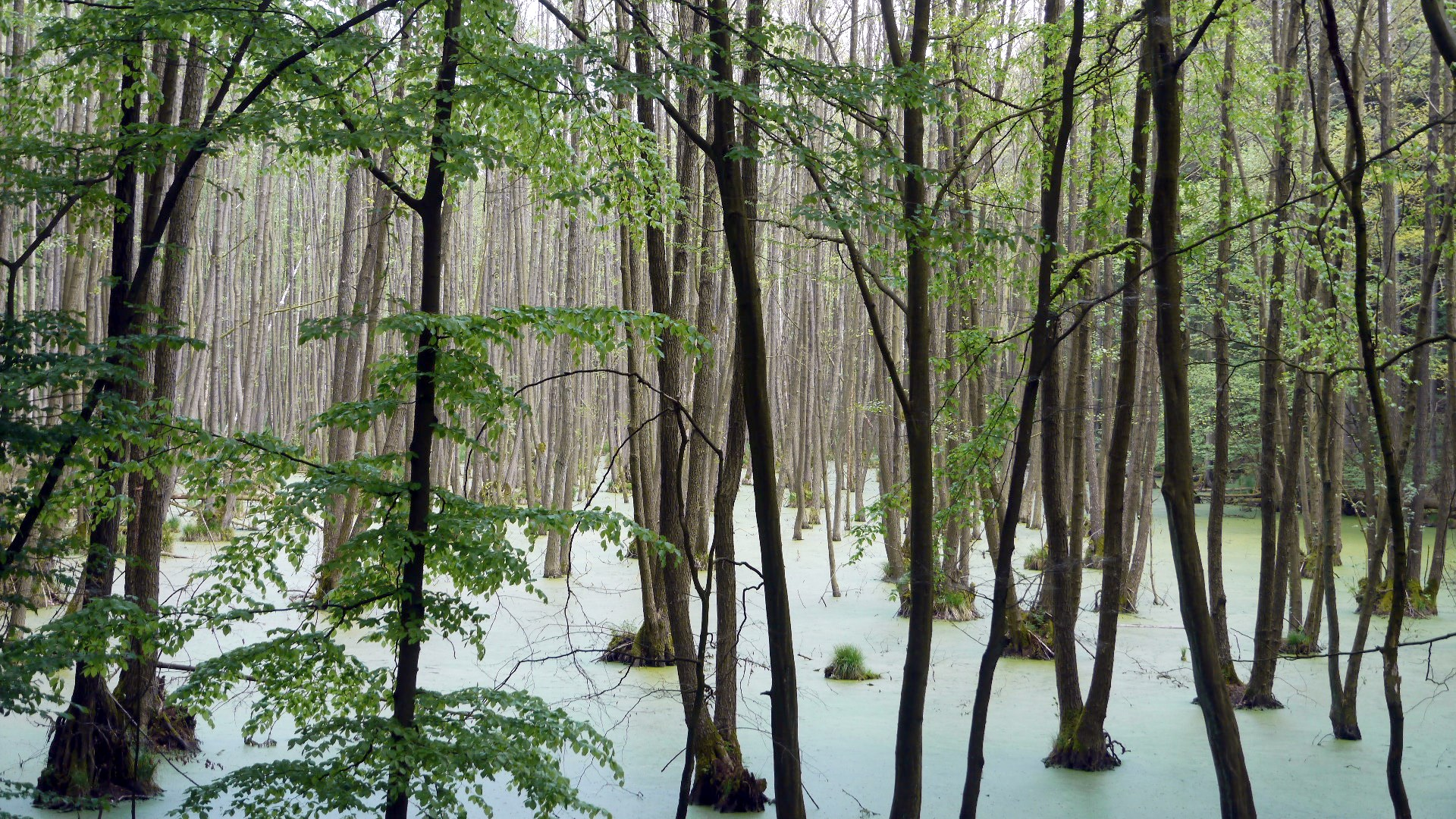
Elzenbronbos in het Grumsiner Forst.
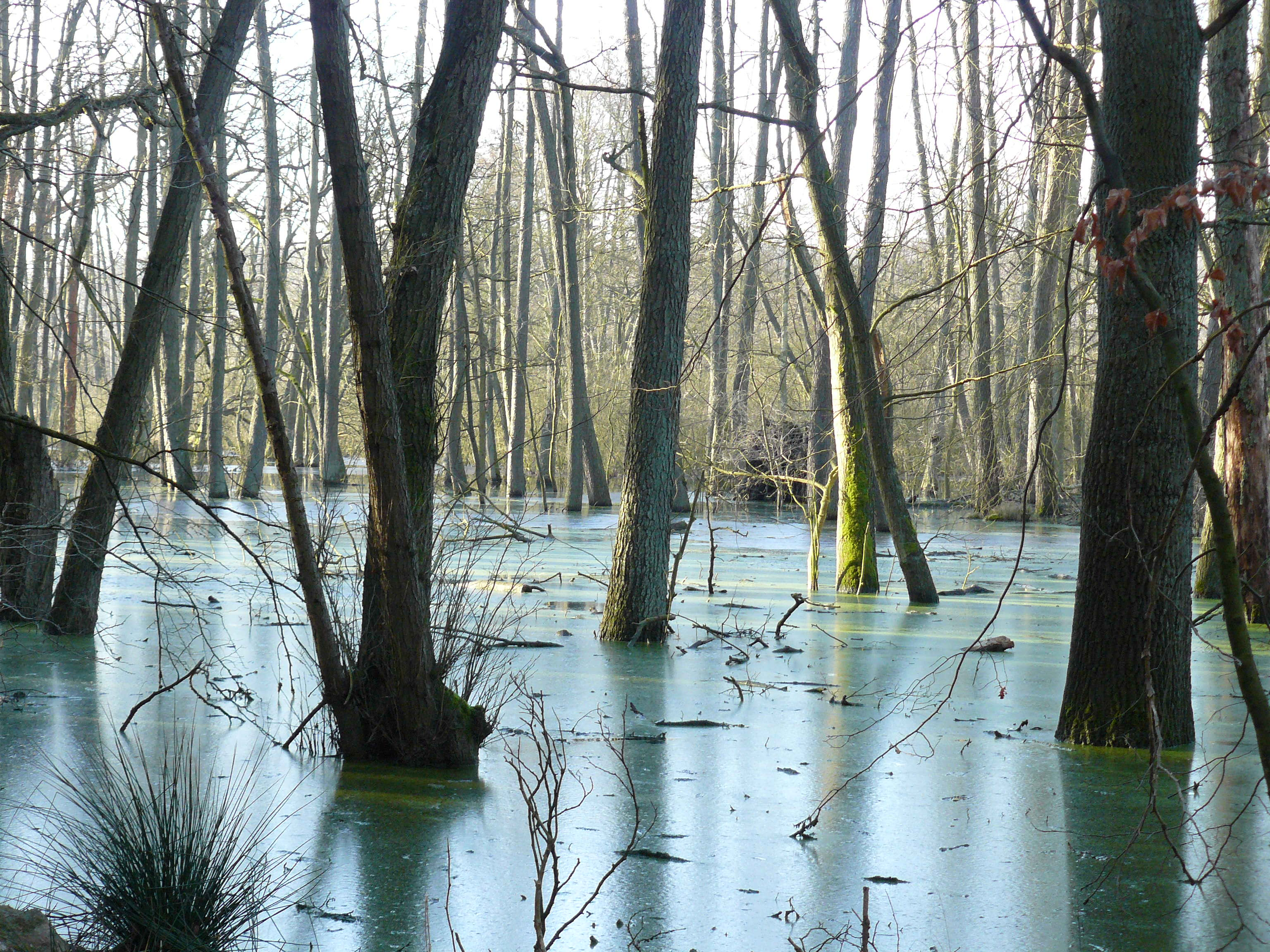
Elzenbronbos.
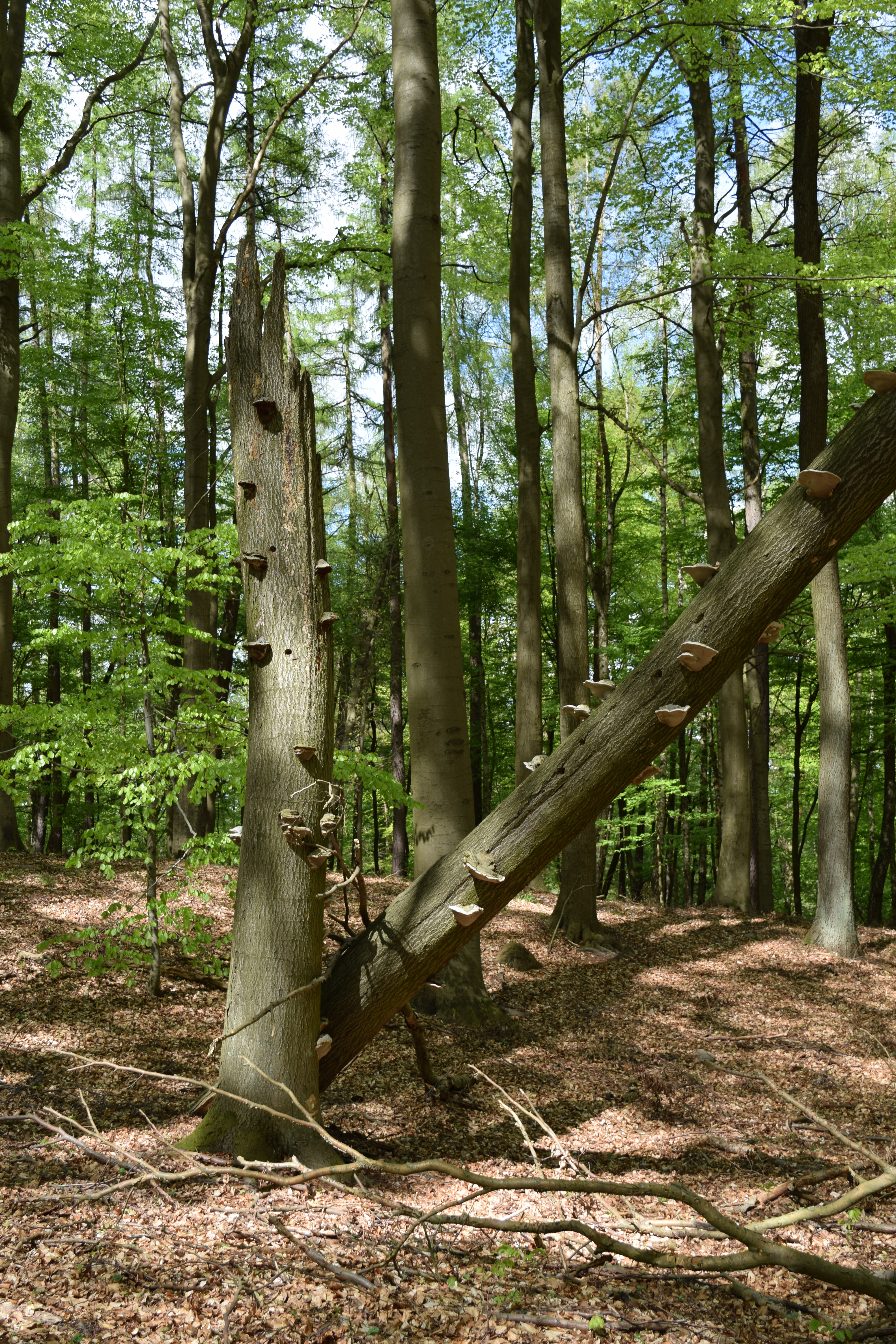
Dood hout in het Grumsiner Forst.